# Zsarolyán
Zsarolyán is een plaats (község) en gemeente in het Hongaarse comitaat Szabolcs-Szatmár-Bereg. Zsarolyán telt 460 inwoners (2001).